# Geiselnahme von In Aménas
Bei der Geiselnahme von In Aménas in Algerien wurden vom 16. Januar 2013 an über 100 internationale Mitarbeiter in den Förderanlagen eines Erdgasfeldes in der Nähe von In Aménas nahe der libyschen Grenze als Geiseln gehalten. Die gewaltsame Befreiung der Geiseln endete am 19. Januar 2013. Die Geiselnehmer waren ein islamistisches Kommando mit Namen al-Muwaqqiʿūn bi-d-Dimāʾ, das von der Presse zunächst der Organisation al-Qaida des Islamischen Maghreb (AQMI) zugerechnet wurde. Das Kommando stand unter der Führung von Mohamed el Amine Benchenab im Auftrag von Mochtar Belmochtar. Hintergrund der islamistischen Aktion war, dass Frankreich mit der Opération Serval die Streitkräfte Malis im Kampf gegen die militanten Islamisten aus dem Azawad unterstützt.

## Anlagen
Die Anlage auf dem algerischen Nass-Naturgasfeld Tiguentourine bei In Aménas in der Provinz Illizi ist rund 60 Kilometer von der libyschen Grenze entfernt. Das Feld wird seit 2006 von der staatlichen algerischen Gesellschaft Sonatrach, der britischen BP und der norwegischen Equinor (ehemals Statoil) gemeinsam ausgebeutet. Die japanische JGC Corporation liefert technische Unterstützung. In Aménas fördert Algerien jährlich etwa 9 Milliarden Normkubikmeter Gas und damit rund 10 Prozent der Gesamtproduktion des Landes. Das Gas wird über eine Pipeline bis nach Hassi R'Mel nahe Ghardaia, von dort weiter bis zur algerischen Küste und von dort per Untersee-Pipeline oder LNG-Tankschiff weiter nach Italien und Spanien transportiert.

## Chronologie

### 16. Januar
Am 16. Januar 2013 begann der Angriff durch 32 islamistische Kämpfer mit dem Beschuss eines von Sicherheitskräften begleiteten Shuttle-Busses, der Mitarbeiter des Gasfeldes zum Flughafen von In Amenas bringen sollte. Dabei wurden mehrere Menschen getötet, darunter ein Brite.
Um 6.00 Uhr überfielen Terroristen die Anlagen auf dem algerischen Gasfeld Tigantourine.
Nach Informationen der mauretanischen Tageszeitung „Al-Akhbar“ zufolge handelt es sich um eine Gruppierung, die sich الموقعون بالدماء / al-Muwaqqiʿūn bi-d-Dimāʾ nennt, zu Deutsch in etwa: „die mit dem Blut unterschreiben“. Diese Gruppe gehörte zur Katībat al-Mulaththamīn (engl.: Masked Battalion), die zu den ältesten Dschihadistenbewegungen in der Sahara gehört und von Khaled Abu al-Abbas gegründet wurde. Die Besetzung der Anlage durch die Gruppe erfolgte ohne nennenswerten Widerstand des Sicherheitspersonals. Die Angreifer schalteten die Förderung der Gasanlagen ab und durchsuchten gezielt alle Räume der Wohneinheiten nach Ausländern.
In den Anlagen wurden neben zahlreichen Algeriern auch 41 ausländische Personen, darunter 13 Norweger, sieben US-Bürger, zwei Franzosen und zwei Briten als Geiseln genommen. Die algerischen Beschäftigten wurden im Freizeitgebäude der Anlage zusammengetrieben. Die Angreifer drohten mit Sprengungen der Fördereinrichtungen, sollten die algerischen Sicherheitskräfte eine Befreiungsaktion beginnen. „Wir machen die Regierungen Algeriens und Frankreichs und der Geiseln voll verantwortlich für jede Verzögerung bei der Erfüllung unserer Forderungen, deren wichtigste die sofortige Einstellung des Angriffs auf unser Volk in Mali ist“, erklärten die Geiselnehmer.
Die Geiselnehmer begründeten ihre Aktion auch mit der algerischen Zustimmung zu Überflügen von französischen Militärflugzeugen nach Mali im Rahmen der Opération Serval. Algerische Soldaten unternahmen einen ersten Versuch der Befreiung und es kam zu einem Schusswechsel. Anschließend zogen sich die Soldaten zurück. Das Kommando verfügte auch über schwere Waffen und Mörsergranaten.
Eine französische Geisel erklärte gegenüber dem Fernsehsender France 24, dass mehrere Geiseln in einem mit Minen präparierten Gebäude auf einem BP-Gasfeld festgehalten würden. Mehrere Geiseln waren nach dieser Aussage von den Terroristen mit Sprengstoffgürteln versehen worden.

### 17. Januar
Die algerischen Streitkräfte versuchten am 16. Januar 2013 mit Kampfhubschraubern vom Typ Mi-24D Hind aus der Luft das Geiseldrama zu beenden. Beim Angriff der Armeehubschrauber gerieten die algerischen Geiseln in Panik und brachen aus. Nach Angaben der irischen Geisel Stephen McFaul sollen die Islamisten die Algerier auch freigelassen haben. Über 100 Algerier, nach anderen Angaben 400 bis 500 Algerier konnten fliehen. Die islamistischen Kämpfer wurden von dem Luftangriff überrascht und einige versuchten mit Geiseln in fünf Geländefahrzeugen zu flüchten. Dabei wurden vier Geländefahrzeuge durch den algerischen Luftangriff zerstört und mehrere Fahrzeuginsassen getötet. Ein algerischer Radiosender meldete, die Kampfhubschrauber hätten die Terroristen angegriffen, als diese mit den Geiseln in zwei Allradfahrzeuge gestiegen seien. Nach Angaben der Geiselnehmer gegenüber der mauretanischen Internetnachrichtenagentur Agence Nouakchott d’Information (ANI) sollen nach der ersten algerischen Militäraktion noch sieben ausländische Geiseln am Leben sein, darunter drei Belgier, zwei US-Amerikaner, ein Japaner und ein Brite. Zudem drohte ein Sprecher der Geiselnehmer, wenn die algerische Armee einen weiteren Einsatz aus der Luft sowie mit Bodentruppen angreife und versuche sich Zugang zu den Anlagen zu verschaffen, würden „alle Geiseln“ getötet. Gegen die Kämpfer sollen bei dem Versuch, die Geiseln mit einem Bus in einen anderen Teil der Industrieanlagen zu bringen, ein weiterer algerischer Angriff erfolgt sein. Der Bus wurde demnach von Kampfhubschraubern angegriffen, bei dem 35 Geiseln und 14 Geiselnehmer getötet worden seien, darunter der Anführer der ersten Gruppe Abu al Baraa. Die Nachrichtenagentur Reuters berichtete, sechs Ausländer seien bei der Befreiungsaktion getötet worden und 25 entkommen, darunter ein Franzose, zwei Briten, ein Ire und ein Kenianer. Außerdem seien acht der islamistischen Geiselnehmer getötet worden, darunter nach Angaben der Agentur ANI, Lamine Boucheneb (alias Taher), Chef der „Bewegung der Söhne der Sahara für islamische Gerechtigkeit“ (engl. Movement of the Sons of the Sahara for Islamic Justice; MSJI).
Nach stundenlangen Gefechten hat die algerische Nachrichtenagentur APS um 22 Uhr Ortszeit fälschlicherweise berichtet, der Militäreinsatz gegen die islamistischen Entführer sei beendet.
Unterdessen haben die algerischen Streitkräfte, die vor Ort auch mit Kampfpanzern vom Typ T-90 ausgerüstet sind, die Wohngebäude von den Terroristen befreien können und umstellten die Industrieanlagen. Über 500 Geiseln konnten in Sicherheit gebracht werden, darunter auch Menschen, die sich zuvor in den Wohnanlagen in den beiden Tagen versteckten.
Nach Informationen der Nachrichtenagentur Reuters soll auch eine US-amerikanische Drohne das Gebiet der Geiselnahme überflogen haben.
Die algerischen Streitkräfte berichteten am 17. Januar, dass seit Beginn der Geiselnahme insgesamt 650 Geiseln befreit worden seien oder fliehen konnten, darunter auch 100 der 132 Ausländer. Die Informationspolitik Algeriens wurde sowohl von der internationalen Presse als auch von den betroffenen Staaten heftig kritisiert.
| Nationalität | bis 17. Januar |
| ------------ | -------------- |
| Ägypten      | 3              |
| Algerien     | 2              |
| Libyen       | 2              |
| Tunesien     | 2              |
| Frankreich   | 1              |
| Mali         | 1              |
| Kanada       | –              |
| Mauretanien  | –              |
| Niger        | –              |
| ∑            | 11             |

### 18. Januar
Die befreiten Beschäftigten aus den Wohneinheiten des Gasfeldes in In Amenas wurden ausgeflogen. Entgegen ersten Pressemeldungen von einem Abschluss der Befreiungsaktion wurde bekannt, dass sich in dem Industriegelände weiterhin um die 10 Kämpfer der Muwaqiun bi-l Dam mit mehreren Geiseln verschanzten. Die algerischen Streitkräfte erklärten, es würden noch 60 der 132 ausländische Geiseln vermisst. Etwas mehr als 60 Ausländer sowie 573 Algerier seien befreit worden. Wie viele Tote und Verletzte es gab, blieb unklar.
Nach der ersten Befreiungsaktion durch die algerischen Streitkräfte, darunter auch Soldaten der Spezialeinheit Groupe d’Intervention Spécial (GIS), befanden sich am 18. Januar eine Gruppe von 10 Terroristen mit mehreren Geiseln in einem Teil der Anlagen. Der Anführer der Gruppe, Mokhtar Belmokhtar, forderte in einem Video, dass Frankreich und Algerien über ein Ende des Mali-Einsatzes verhandeln sollten. Die AQMI-Kämpfer schlugen zudem einen „Gefangenenaustausch“ vor. Für zwei in ihrer Gewalt befindliche US-Bürger sollen im Gegenzug die in den USA inhaftierten Ägypter Scheich Umar Abd ar-Rahman und die pakistanische Wissenschaftlerin Aafia Siddiqui freigelassen werden. Abd ar-Rahman war 1995 wegen Plänen zu Angriffen auf Ziele in New York sowie zum Mord an dem damaligen ägyptischen Staatschef Hosni Mubarak zu lebenslanger Haft verurteilt worden. Die Pakistanerin wurde ebenfalls wegen Terrorvorwürfen in den USA inhaftiert und soll versucht haben, im Jahr 2008 in Ghazni in Afghanistan auf US-Soldaten zu schießen. Die USA wiesen die Forderungen der Geiselnehmer zurück und teilten mit, sie verhandele nicht mit Terroristen.
Am Abend berichtet die mauretanische Nachrichtenagentur ANI, dass noch sieben ausländische Geiseln von den Terroristen festgehalten würden. Dabei handelt es sich um drei Belgier, zwei US-Bürger, einen Japaner und einen Briten. Laut dem Radiosender Chaine 3 hatten die Terroristen versucht, einen Teil der Anlage in Brand zu setzen. Dies sei von der algerischen Armee und Mitarbeitern der Anlage verhindert worden.
Das britische Foreign and Commonwealth Office hat am 18. Januar Nachrichtendienstmitarbeiter des Secret Intelligence Service (SIS) bzw. MI6 und Security Service (MI5) nach Algerien geschickt, um vor Ort zu unterstützen. Ein Rapid Deployment Team landete am Nachmittag auf dem Oued Irara Airport in Hassi Messaoud und soll die Evakuierung der britischen Bürger vorbereiten.
Die US-Luftwaffe hat am 18. Januar mit einem Transportflugzeug C-130 Hercules begonnen, rund 10 bis 20 ehemalige Geiseln zur weiteren medizinischen Versorgung in das Landstuhl Regional Medical Center nach Deutschland zu fliegen.

### 19. Januar
Die algerische Zeitung El Watan berichtete, dass die Geiselnehmer am Samstagmorgen begonnen hätten, ihre Geiseln zu ermorden. Die algerischen Streitkräfte haben daraufhin die Anlage gestürmt. Die Nachrichtenagentur Reuters berichtete, dass 16 ausländische Geiseln, darunter zwei US-Amerikaner, zwei Deutsche und ein Portugiese befreit wurden. Die verbliebenen Geiseln, drei Belgier, zwei US-Amerikaner, ein Brite und ein Japaner wurden von den verbliebenen Geiselnehmern ermordet. Die algerische Armee konnte den Militäreinsatz bis um 15 Uhr abschließen und erschoss die verbliebenen 11 islamistischen Kämpfer.
Während der Geiselnahme vom 16. bis 19. Januar 2013 sind nach vorläufigen Angaben des algerischen Innenministeriums vom 19. Januar 23 Geiseln und 32 Kämpfer der Muwaqiun bi-l Dam getötet worden. Bei den algerischen Soldaten gab es keine Verluste. Nach Presseangaben sollen 25 bis 27 Geiseln umgekommen sein.

### 20. Januar
Der algerische Energiekonzern Sonatrach berichtete von einer Verminung des Raffineriegeländes mit Sprengsätzen und teilte mit, dass algerische Soldaten bereits mit den Entschärfungsarbeiten begonnen hätten. Der algerische Informationsminister Mohand Oussaid Belaid teilte mit, dass die Zahlen der getöteten Geiseln noch nach oben korrigiert werden müssen, da Spezialeinheiten der Armee weiterhin die Gasförderanlagen nach Opfern durchsuchten.

## Bewaffnung der getöteten AQMI-Kämpfer
Nach Angaben der Nachrichtenagentur APS wurden bei den Angreifern der Gasanlagen zahlreiche Waffen und Munition gefunden, darunter sechs Kalaschnikow-Maschinengewehre PK (In der Quelle als FMPK=Fusil mitrailleur PK bezeichnet), 21 Sturmgewehre AK-47 Kalaschnikow (In der Quelle als PMAK=Pistolet mitrailleur AK bezeichnet), zwei 60-mm-Mörser, zwei Panzerbüchsen RPG-7 mit acht Raketen, sowie 10 Granaten für mit Semtex-Sprengstoff zusammengesetzte Sprengstoffgürtel. Sechs S-5 Raketen die, eigentlich für den Einsatz aus der Luft vorgesehen, für den Abschuss vom Boden aus angepasst worden waren. Improvisierte Waffen dieser Art waren bereits im Bürgerkrieg in Libyen (2011) zum Einsatz gekommen. Zu weiteren Ausrüstung gehörten nach algerischen Angaben auch ausländische Armeeuniformen.
Am 24. Januar erklärte der norwegische Außenminister Espen Barth Eide in einem Interview mit der Tageszeitung Verdens Gang, dass die islamistischen Angreifer der Muwaqiun bi-l Dam sich auf den Angriff vorbereiteten und hierzu zuvor auf dem Gelände Ausrüstung und Waffen lagerten. Einer der getöteten Geiselnehmer soll dabei als Fahrer bei einem vor Ort tätigen Unternehmen beschäftigt gewesen sein.

## Reaktionen
Der algerische Innenminister Dahou Ould Kablia erklärte am 16. Januar, sein Land werde nicht mit den Geiselnehmern verhandeln.  Armee und Sicherheitskräfte hätten die Islamisten „eingekesselt“.
Nach dem Tod zahlreicher Menschen bei dem algerischen Befreiungsversuch hat Japan das sofortige Ende der Militäraktion gefordert. Das Leben der Geiseln müsse die „höchste Priorität“ haben, erklärte Regierungssprecher Yoshihide Suga.
Der britische Premierminister David Cameron sagte wegen der dramatischen Lage in Algerien seine für die am 18. Januar in Amsterdam geplante Grundsatzrede zum britischen Verhältnis zur EU ab. Zudem kritisierte die britische Regierung Algerien, da sie nicht im Voraus über die Befreiungsaktion der algerischen Streitkräfte informiert wurde.
Bundesaußenminister Guido Westerwelle sagte nach Beratungen der EU-Außenminister am 17. Januar in Brüssel: „Diese Terroristen, das sind keine Freiheitskämpfer. Das sind brutale Kriminelle, die auch vor der Ermordung von Unschuldigen keinen Halt machen“.
Das italienische Gasversorgungsunternehmen Snam, eine Tochtergesellschaft des Eni-Konzerns, teilte am 17. Januar mit, dass wegen des Geiseldramas Händlern zufolge die Lieferungen über die Transmed-Pipeline nach Europa um rund zehn Millionen Kubikmeter pro Tag gefallen sind. Gewöhnlich würden rund 70 bis 75 Millionen Kubikmeter am Tag durch die Pipeline fließen.

## Berichte von Überlebenden
Der Franzose Alexandre Berceaux, Mitarbeiter der französischen CIS Catering, erzählte gegenüber Europe 1: „Es waren Terroristen unter den Toten, Ausländer, Einheimische.“ Er selbst verschanzte sich unter seinem Bett, nicht weit entfernt seien die Terroristen gewesen. „Ich habe mich fast 40 Stunden in meinem Zimmer versteckt. Ich hatte etwas zu essen, etwas zu trinken. Aber ich wusste nicht, wie lange es dauern würde.“
Eine befreite Geisel erklärte gegenüber der französischen Zeitung Le Monde: „Die Nacht war sehr schwer, wir hatten nichts zu essen, nichts zu trinken, jeder weinte und schrie.“ Unter diesen Geiseln soll auch ein US-Amerikaner gewesen sein. „Ich weiß nicht, ob sie (die Terroristen) ihn als US-Amerikaner erkannt haben oder ob sie sich erschreckt haben, als er sich bewegt hat.“ Nach Schüssen auf den Mann sei er nicht sofort tot gewesen. „Er hat geblutet, nach den Informationen, die ich habe, hat er nicht überlebt“.
Eine vor Ort tätige 21-jährige Krankenschwester berichtete gegenüber der algerischen Zeitung al-Shorouk: „Sie [die Geiselnehmer] hatten Listen bei sich, auf denen die Zimmernummern der Ausländer standen“ und hätten bei dem Überfall gezielt nach ihnen gesucht. Zudem sollen sich die Geiselnehmer gegenüber den algerischen Arbeitern geäußert haben, diese zu verschonen und dass sie wegen der Ausländer in die Anlage gekommen sind.

## Getötete Geiseln
| Land                   | Anzahl | Namen | Quelle                                                         |
| ---------------------- | ------ | --- | -------------------------------------------------------------- |
| Japan                  | 10     | Tadanori Aratani, Rokuro Fuchida, Yasuji Goto, Fumihiro Ito, Keisuke Kawabata, Satoshi Kiyama, Hidemi Maekawa, Bunshiro Naito, Hiroaki Ogata, Takashi Yamada | [ 22 ] [ 23 ] [ 24 ] [ 25 ] [ 26 ] [ 27 ] [ 28 ] [ 29 ] [ 30 ] |
| Philippinen            | 8      | Raffy Edubane, Iluminado Santiago | [ 31 ]                                                         |
| Vereinigtes Königreich | 6      | Garry Barlow, Carson Bilsland, Sebastian John, Paul Morgan, Kenneth Whiteside, Steve Green                                                                   | [ 32 ] [ 33 ] [ 34 ] [ 35 ]                                    |
| Norwegen               | 5      | Thomas Snekkevik, Tore Bech, Hans M. Bjone, Alf Vik, Victor Sneberg                                                                                          | [ 36 ] [ 37 ] [ 38 ]                                           |
| Vereinigte Staaten     | 3      | Frederick Buttaccio, Victor Lynn Lovelady, Gordon Lee Rowan                                                                                                  | [ 39 ]                                                         |
| Malaysia               | 2      | Chong Chung Ngen, Tan Ping Wee | [ 40 ]                                                         |
| Rumänien               | 2      | Ionut Tiberiu Costache, Mihail Bucur | [ 41 ] [ 42 ]                                                  |
| Algerien               | 1      | Mohamed Lamine Lahmar | [ 43 ]                                                         |
| Frankreich             | 1      | Yann Desjeux | [ 44 ]                                                         |
| Kolumbien              | 1      | Carlos Estrada | [ 45 ]                                                         |
| ∑ (Stand: 12. Februar) | 39     | |                                                                |